# مؤسسه حور
شرکت انیمیشن حور یک شرکت پویانمایی ایرانی و خصوصی است که در سال ۱۳۷۳ در اداره ثبت مالکیت‌های حقوقی و معنوی ایران تحت عنوان مؤسسه فرهنگی هنری حور به ثبت رسیده است. از شاخص‌ترین فعالیت‌های این مؤسسه تولید برنامه‌های آموزشی در سال ۷۶ به سفارش راهنمایی و رانندگی نیروی انتظامی بوده است که در نقاط اوج خود بین مردم با ضریب تأثیر گذاری ۹۸ درصد محبوبیت یافت. کاراکترهای این مجموعه از قبیل: هوتی، سیا ساکتی، داوودخطر، غلام تکثیر، شهرام بی‌مغز و… محبوب‌ترین شخصیت‌های انیمیشنی ایران هستند.
شهاب کسرایی (کارشناس نرم‌افزار) در سمت مدیر عامل و رئیس هیئت مدیره و رضا تقدسی (کارشناس سینما) در سمت مدیر تولید و عضو هیئت مدیره از سال تأسیس تا کنون، پر سابقه‌ترین افراد این مؤسسه هستند. همچنین بسیاری از صاحب نظران انیمیشن در ایران مانند: شهرام حیدریان، فرخ یکدانه، امیرمحمد دهستانی، محمدرضا فخرایی زاده، بهرام عظیمی، ایلا سلیمانی، امیرعلی باروتیان، مهرداد نبیی، حمید بهرامی، ابراهیم ساکتی و ارد پیکانفر فعالیت حرفه‌ای خود را از مؤسسه حور آغاز کرده‌اند.
اولین فعالیت‌های حرفه‌ای مؤسسه حور را آگهی‌های تبلیغاتی تلویزیونی تشکیل می‌دهند که فعالیت برای بانک صادرات ایران و انستیتو ایزایران از آن جمله‌اند.
در سال ۱۳۷۵ در کنار چند مرکز دولتی «استودیو حور» تنها مرکز تخصصی غیردولتی تولید انیمیشن در ایران بود؛ اما در حال حاضر بیش از صد استودیوی کوچک و بزرگ در سطح کشور به این فعالیت مشغول‌اند. این شرکت در حال حاضر همچنان بزرگ‌ترین استودیو خصوصی تولید انیمیشن در ایران است.
این مؤسسه به عنوان تولیدکننده نخستین مجموعه برنامه‌های آموزشی (راهنمایی و رانندگی) و نخستین سریال دیجیتال انیمیشن (یار مهربان) به یکصد جایزه از جشنواره‌های داخلی و خارجی دست یافته است.

## فهرست فیلم‌های ساخته شده مؤسسه حور

### سینمایی
- داستان پیامبران

### سریال
- جنگل فندق
- جعبه جورواجور
- ماجراهای قصه به قصه
- قصه های جورواجور
- ماجراهای کوشا
- کی میگه ریاضی سخته؟
- راز جنگل شفا
- شب‌های شیرین
- ماجراهای ریزه میزه
- فرمانروایان مقدس
- نیکی و نیکان
- قصه ما مثل شد
- دانشمندان بزرگ
- سیا ساکتی
- غلام تکثیر
- میدان 101
- مثل‌نامه
- ماجراهای سمنو و شقاقل
- قهرمانان مدرسه
- مهارت‌های زندگی
- کلیله و دوستان
- داستان تاریخ
- یار مهربان